# 자이언트 깁스랜드 지렁이
자이언트 깁스랜드 지렁이 (Megascolides australis)는 오스트레일리아의 1,000종의 토착 지렁이 종 중 하나이다.

## 설명
이 거대 지렁이는 평균 1 미터 (3.3 ft) 길이와 2 센티미터 (0.79 in)의 지름을 가지며, 길이는 최대 3 미터 (9.8 ft)에 달할 수 있지만, 몸이 늘어나고 수축할 수 있어 훨씬 더 크게 보일 수 있다. 평균적으로 약 200 그램 (0.44 lb)의 무게가 나간다. 어두운 보라색 머리와 푸른 회색 몸통을 가지고 있으며, 약 300에서 400개의 몸 마디를 가지고 있다.

## 생태
이들은 오스트레일리아 빅토리아의 깁스랜드에 남아있는 서식지의 강둑과 남향 또는 서향 언덕을 따라 푸른색, 회색 또는 붉은색 점토 토양의 심토에 산다. 이 지렁이들은 깊은 굴 체계에 살며 호흡을 위해 환경에 물이 필요하다. 이들은 무척추동물치고는 비교적 긴 기대수명을 가지며 성숙하는 데 5년이 걸릴 수 있다. 자이언트 깁스랜드 지렁이의 번식기는 주로 9월부터 12월까지이다. 이들은 따뜻한 달에 번식하며 굴 안에 4 센티미터 (1.6 in)에서 7 센티미터 (2.8 in) 길이의 알 고치집을 낳는다. 이 지렁이들이 12개월 후에 부화할 때, 태어날 때의 길이는 약 20 센티미터 (7.9 in)이다.
대부분의 지렁이들이 표면에 분비물을 배설하는 것과 달리, 이들은 거의 모든 시간을 약 52 센티미터 (20 in) 깊이의 굴에서 보내며 그곳에 분비물을 배설하고, 일반적으로 폭우가 내릴 때만 밖으로 나올 수 있다. 이들은 유기물뿐만 아니라 박테리아와 곰팡이도 먹는데, 이는 숲에서 목초지로 생활 공간이 바뀌는 것에 더 잘 적응할 수 있게 해준 것일 수 있다. 이들은 보통 매우 느리지만, 굴을 통해 빠르게 움직일 때는 꿀럭거리거나 빨아들이는 소리를 내어 감지될 수 있다.

## 위협받는 상태
깁스랜드 지렁이 군집은 작고 고립되어 있으며, 이 종의 낮은 번식률과 느린 성숙은 이 작은 개체군을 취약하게 만든다. 이들의 자연 서식지는 초원이며, 목초지 아래에서도 살아남을 수 있지만, 경작, 심한 소 방목 및 폐수 유출은 이 종에 불리하다. 깁스랜드 지렁이는 번성하기 위해 촉촉한 양토를 필요로 한다. 밀집된 나무 심기는 토양 습도에 부정적인 영향을 미치며, 이는 다시 이 종의 서식지에 부정적인 영향을 미친다. 아직 사육 상태에서 성공적인 번식은 이루어지지 않았다.

## 교육
2012년 동물 복지 문제로 폐쇄될 때까지, 배스 근처의 야생동물 원더랜드 공원에는 자이언트 지렁이 박물관이 있었다. 벌레 모양의 박물관 안에서 방문객들은 확대된 벌레 굴의 복제품과 모의 벌레 위장을 기어 다닐 수 있었다. 자이언트 깁스랜드 지렁이와 깁스랜드의 다른 자연사에 대한 전시물과 교육 자료도 전시되었다.

## 관광
자이언트 깁스랜드 지렁이에 대한 관심은 코룸버라에서 매년 열리는 카마이 축제로 지역 관광 산업에 의해 활용되었다. 분우룽어로는 카마이라고 불렸다고 한다.

## 같이 보기
- 자이언트 팔루스 지렁이 - 취약종 북미 종.
- 오리건 자이언트 지렁이 - 팔루스 지렁이의 친척. 표본은 1.3 m (4 피트) 길이로 기록되었다.
- 페더 호수 지렁이 - 원래의 독특한 태즈매니아 서식지에서 "멸종"한 첫 번째 벌레 종으로 등재되었다.
- 룸브리쿠스 바덴시스 - 자이언트 (바디쉬) 지렁이.
- 미크로카에투스 랩피 - 자이언트 남아프리카 지렁이.